# Мирекурское кружево
Мирекурское кружево — коклюшечное кружево, происходящее из города Мирекур, к западу от французского департамента Вогезы.

## История
В  XV—XVI веках практика плетения кружева было введено в Лотарингию и, в частности, в Мирекур итальянскими мастерами при поддержке герцогов Лотарингии. Женщины окрестных деревень плели кружева и вышивали, используя венецианскую иглу. Изделия  отправлялись в Париж.
Известно, что в 1599 году молодые девушки Мирекура обучались искусству кружевоплетения. 
В 1619 году кружевами занимались также монахини Конгрегации Нотр-Дам, основанной Пьером Фурье.
В 1625 году город подписал с больницей договор на обучение девочек кружевоплетению. В последующие годы количество кружевниц увеличивается. Кружевоплетением занимаются все социальные классы: сироты, жены рабочих и крестьян, которым
ремесло дает возможность заработать деньги; молодые девушки, продавая кружево, пополняют свои гардеробы.
Около 1790 года торговля кружевами становится очень активной. Производство кружев на продажу обеспечивают несколько тысяч кружевниц. Торговцы перепродают их оптовикам, а разносчики отвозят кружево в Швейцарию, Германию, Фландрию, Италию и Испанию.
Золотой век кружева приходится на 1850 год. Тогда в Миркуре и соседних деревнях было около 25 000 кружевниц. Активность промысла снизилась в конце XIX века, в основном из-за изменений в моде.
К середине XX века в Миркуре осталось всего несколько кружевниц, которые обучали этому искусству, тем самым обеспечивая поддержание традиций кружевоплетения.

## Современность
Сегодня, благодаря динамичному сотрудничеству с более чем 140 участниками, Миркур восстановил свою международную репутацию своему чрезвычайно тонкому кружеву на коклюшках.
Благодаря этому в Миркуре возрождается кружево, здесь проводятся курсы и организуются постоянные выставки, а в Maison de la Dentelle работают кружевницы.

## Изготовление
Для изготовления кружева используют подушку, на которой закреплены стежки, и деревянные шпульки. 
Первоначально кружево плели льняными нитями; позже стали использовать нити из хлопка. Искусство рисования развивалось благодаря моделям художника Дюмона.
С 1834 года использование хлопчатобумажной нити вместо льняной позволило производить более тонкие и аккуратные изделия. Это открывает период беспрецедентного процветания кружевного промысла в Мирекуре и его окрестностях.
Механизация наносит сильный удар традиционному промыслу и с 1903 года происходит снижение объемов производства кружева, выполненного вручную.
Распределение труда осуществлялось двумя способами: готовое кружевное изделие в определенные дни в заранее установленное время скупщики-оптовики забирали у работников на дому и, тем самым, они избегали поездок, но вынуждены были соблюдать обусловленные сроки изготовления; либо работники сами добирались к скупщикам, которым и сдавали свои изделия.
Существовали градации оплаты работы по сложности.
Молодые девушки в возрасте 14—15 лет составляли основную часть домашней рабочей силы. Замужние женщины считали кружевоплетение подработкой.
Для одиноких женщин (овдовевших или незамужних) эта работа являлась единственным источником дохода.

## Кружевной дом Мирекур
La Maison de la Dentelle, открытый 16 ноября 1996 года, представляет собой постоянную выставку, свидетельствующую о возрождении кружева в Мирекуре.
Кружевной дом  возрождает наследие и открыт для новых творений  кружевниц.